# Arminio Fraga
Armínio Fraga Neto, né le 20 juillet 1957 à Rio de Janeiro (Brésil), est un économiste brésilien principalement connu pour avoir été, de 1999 à 2002 le gouverneur général de la banque centrale du Brésil. Il est également un ancien associé de George Soros et de son Groupe Quantum (un hedge fund). Il est actuellement membre du think tank Group of Thirty (ou G30), basé à Washington.

## Biographie
Armínio Fraga est titulaire d'un doctorat en économie obtenu en 1985 à l'université de Princeton.
En 2003, il fonde à une société d'investissement basée à Rio de Janeiro : Gavea Investimentos.
Il est parfois surnommé le « Alan Greenspan d'Amérique du Sud » pour la politique monétaire qu'il a menée en tant que gouverneur général de la banque centrale brésilienne.
En 2009, il devient membre du conseil consultatif international du fonds souverain chinois China Investment Corporation.
En octobre 2010, sa société Gavea Investimentos est acquise par JPMorgan Chase, une filiale de J.P. Morgan Asset Management.
Au printemps 2011, il est pressenti pour être candidat du Brésil à la succession de Dominique Strauss-Kahn au poste de directeur général du FMI.